# Periclimenaeus hecate
Periclimenaeus hecate är en kräftdjursart som först beskrevs av Giuseppe Nobili 1904.  Periclimenaeus hecate ingår i släktet Periclimenaeus och familjen Palaemonidae. Inga underarter finns listade i Catalogue of Life.